# بطوطة (سوريا)
قرية بطوطة، نشأت هذه القرية في القرن الرابع من الميلاد، ومع مرور القرن السادس أُنشئت بها كنيستين وأكثر من اثني عشر مبنى حجريًا آخر، وبحلول عام 2011م اُعتبرت القرية كموقع للتراث العالمي لليونسكو كجزء من المدن المنسية.

## الموقع
تقع قرية بطوطة في شمال غرب سوريا وغرب قريتي فاقرتين وسرقانيا في منطقة جبل سمعان، وقد مكَنها موقعها من العمل كمركز للطرق عبر جبل سمعان لتجارة النفط.

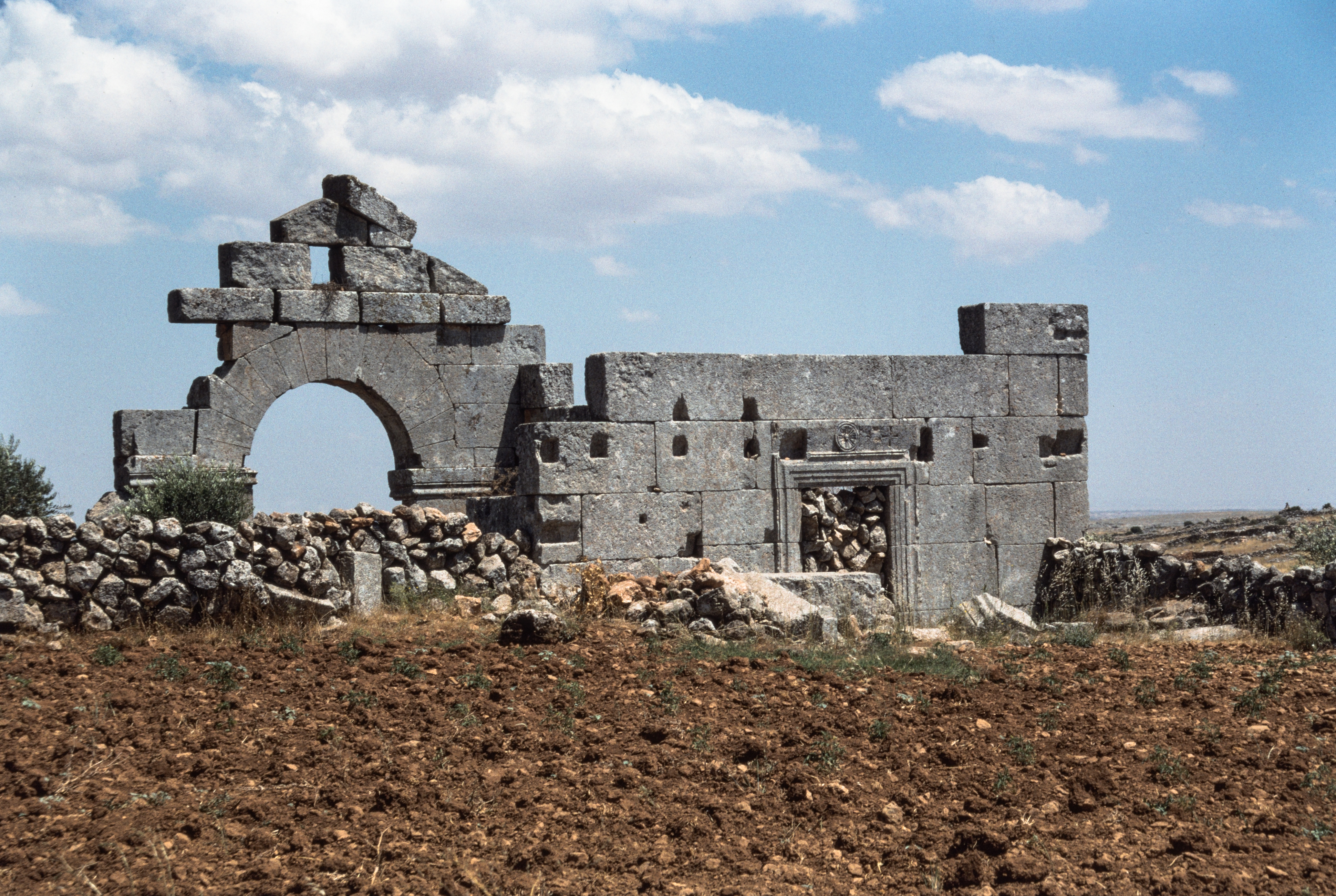
الكنيسة ، بطوطة في سوريا - الواجهة الغربية وقوس النصر ، من الشمال الغربي - PHBZ024 2016 6183 - دمبارتون أوكس

## الآثار المتبقية
لا يزال في القرية عدة آثار متبقية مثل: مباني حجرية ذات نقوشًا عتيقة، وكنيسة رئيسية بُنيت في القرن الرابع المصممة بخصائص نموذجية للعمارة المسيحية والتي تتكون من قاعة كبيرة وأعمدة منحنية ونصف دائرية، ومدخلين رئيسيين على الجانب الجنوبي، ونوافذ مستطيلة بأحجار بارزة لدعم البناء، وايضًا يتوسطها خمس مساحات واسعة وممرات من كل جانب بتيجان أعمدة لها أنماط متميزة مثل: التاج الكورنثي الغير حلزوني، وتاج الترتيب الحلزوني السوري، وتاج دوريك توسكان، وتاج حلزوني ذو أربع واجهات .
وايضًا في الطرف الغربي للكنيسة يوجد رواق من الأرصفة، والجدار الشرقي به رسومات على الجدران من قبل الحجاج العابرين، وبعد ذلك تم إعادة بناء الكنيسة في القرن الخامس مع ساحتها، التي تقع الآن في وسط الجزء المركزي من الكنيسة والتي يوجد بها على بعد 400 م من جهة الجنوب مبنى مكّون من طابقين للسكن والطابق الأول يتمز بدرابزين نذري زخرفي.
وايضًا يوجد على بعد مئة متر من الكنيسة الرئيسية كنيسة أصغر تقع قريب من حدود المدينة ، صُممت هذه الكنيسة بساحة رئيسية مسقوفة بسقف مقبب مربع الشكل ، ومداخل جنوبية وغربية محمية بأعمدة السقف المتساقطة حاليًا، ويتكون السطح الخارجي في الجزء الجنوبي للكنيسة شرفة تقع حاليًا على الأرض التي يمكن من خلالها زخارف في إطار دائري أو بيضاوي وجزء من زخرفة أوراق الشجر .

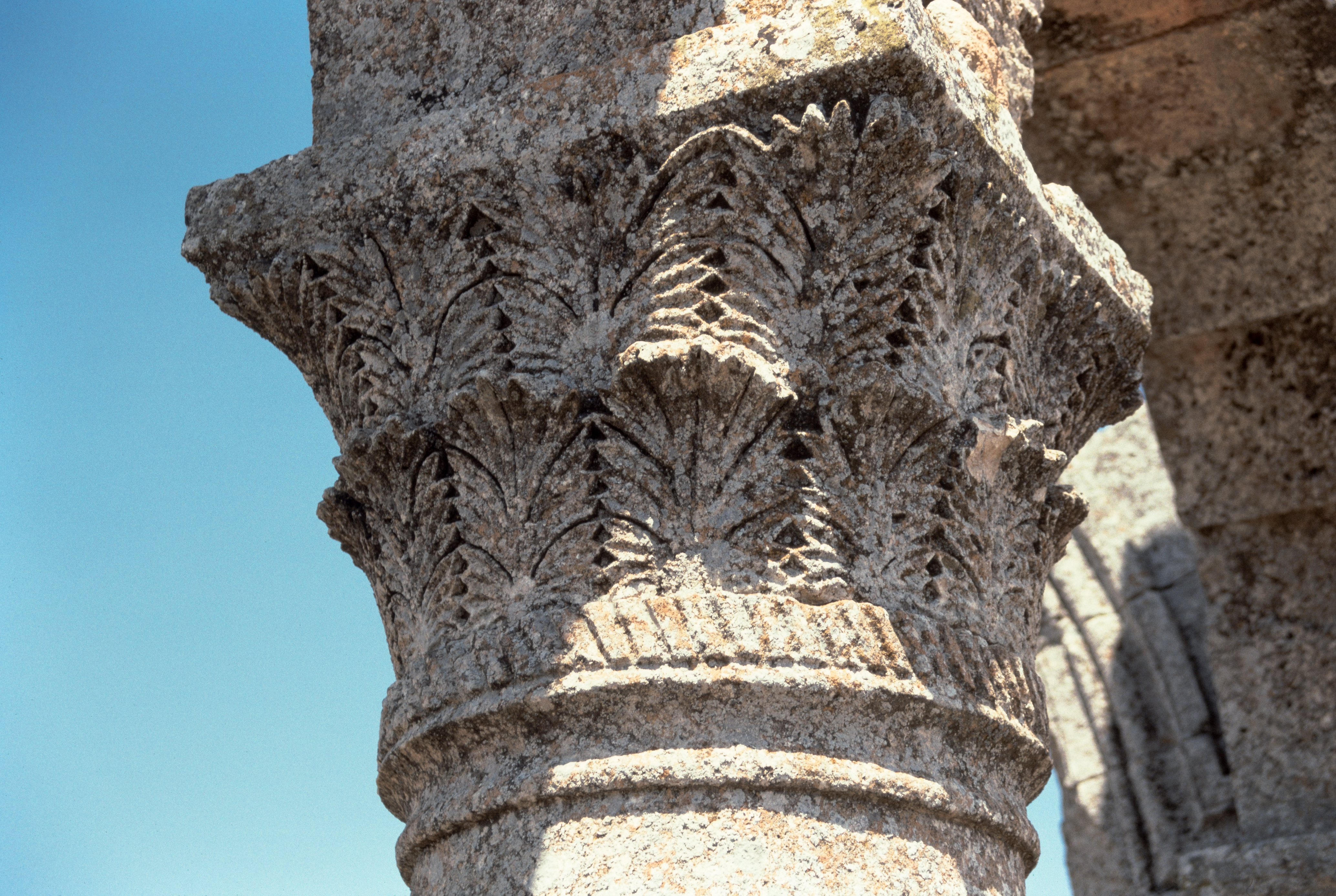
الكنيسة ، بطوطة (بطوطة) ، سوريا - تفاصيل التاج، الممر الجنوبي ، باتجاه الجنوب الشرقي باتجاه قوس النصر - PHBZ024 2016 6176 - دمبارتون أوكس

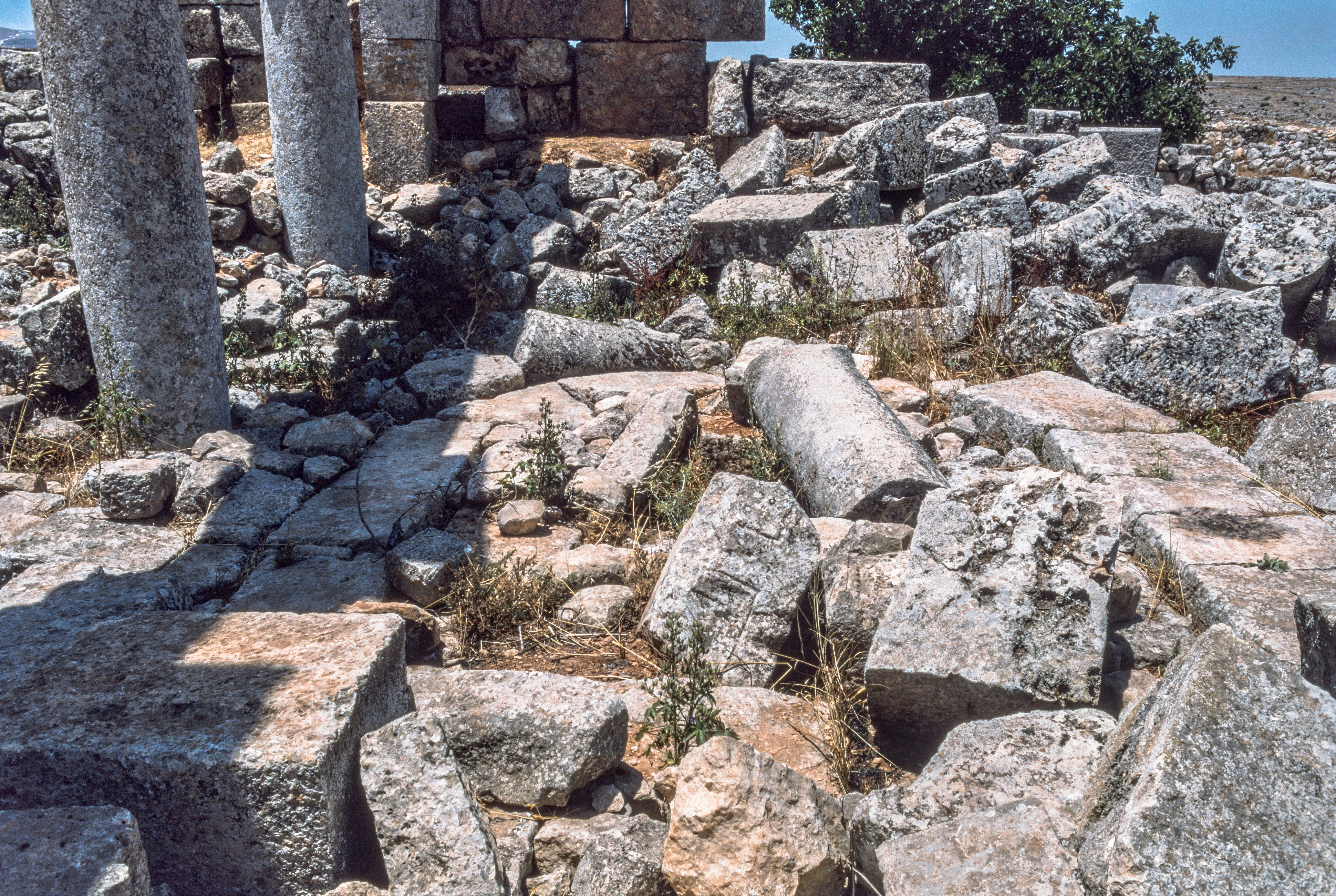
الكنيسة ، بطوطة ، سوريا - بيما ، باتجاه الغرب - PHBZ024 2016 6154 - دمبارتون أوكس

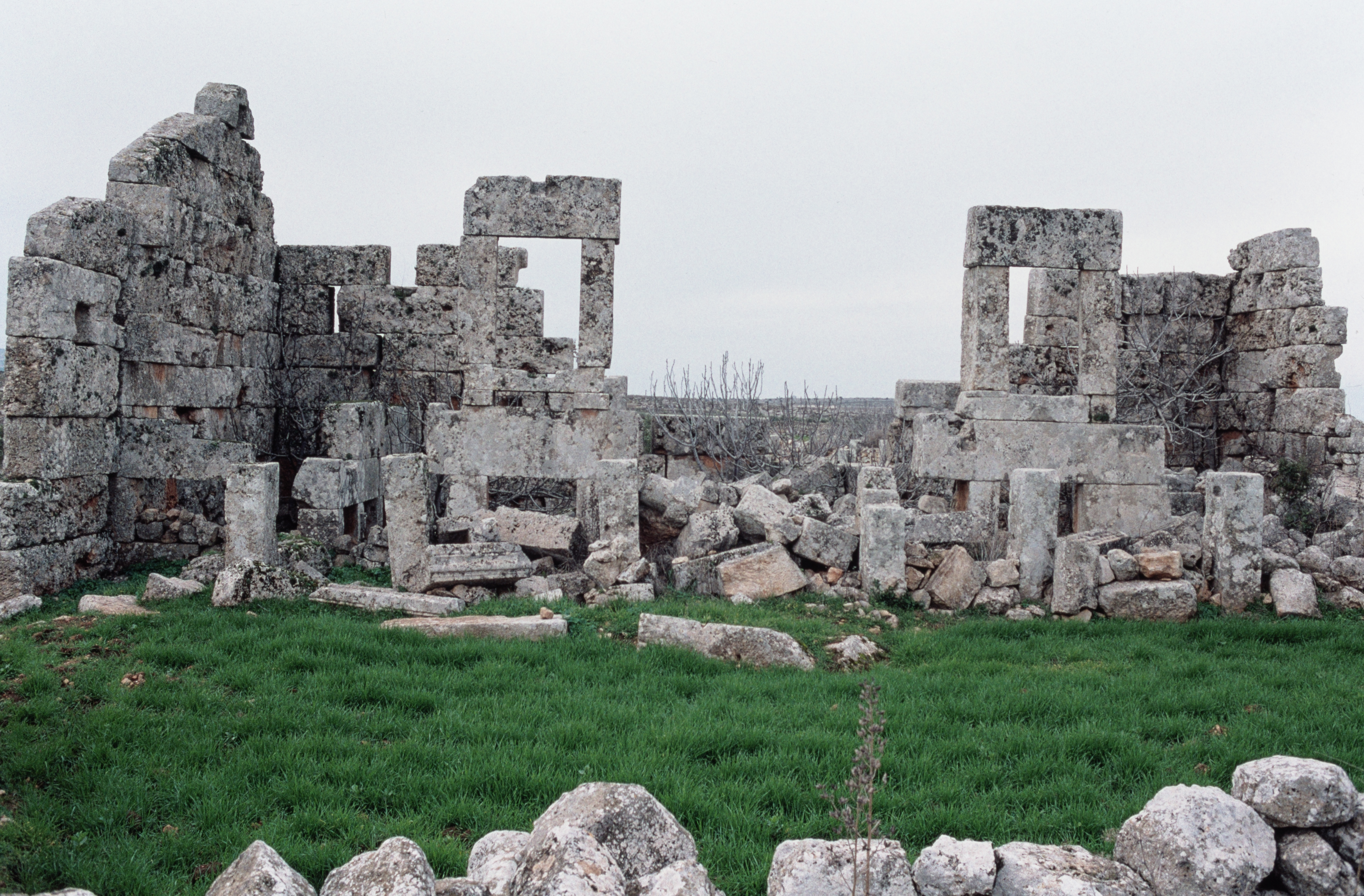
بطوطة ، سوريا - المسكن ، منظر من الشرق - PHBZ024 2016 8805 - دمبارتون أوكس

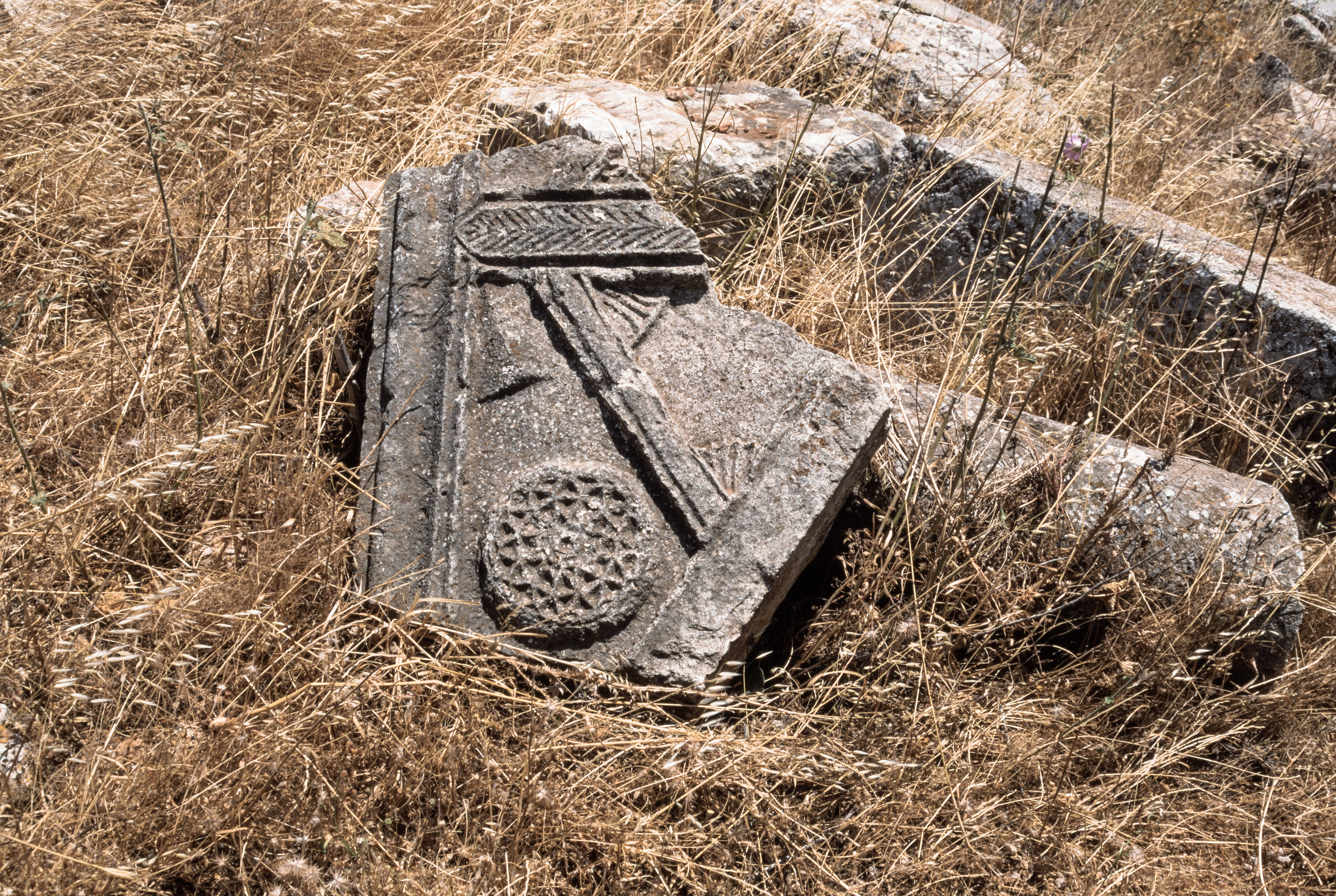
الكنيسة ، بطوطة ، سوريا - جزء من السطح من الشرفة الجنوبية - PHBZ024 2016 6140 - دمبارتون أوكس